# 코르친부
코르친부(중국어: 科爾沁部 Kē'ěrqìn bù[*], 만주어: ᠬᠤᠷᠴᠢᠨ, 몽골어: Хорчин Khorchin)는 네이멍구의 옛 부명으로 아루코르친부(阿魯科爾沁部)와 구별하기 위해 넨코르친부(嫩科爾沁部)라고도 하며, 후금 누르하치와 최초로 동맹을 맺은 몽골 부족이다.
부족은 이주를 거쳐 후금 천총 연간, 지금의 네이멍구자치구 동부의 퉁랴오시, 싱안맹을 중심으로 유목지를 정하고, 철리목에서 회맹을 하였다. 1990년, 네이멍구자치구의 2백여 만명의 몽골인구의 약 70%를 코르친부와 아루코르친부의 후손들이 차지하고 있다.

## 역사
코르친부는 칭기즈칸의 동생 주치 카사르와 그 후예들이 속한 부하들에서 비롯되었다. 1491년, 코르친부는 다얀 칸의 동몽골 통일작전에 참전했다. 하사르 후왕의 치하에, 코르친부는 1만 가구로 편성되어, 아바가코르친(阿巴噶科爾沁)이라는 존칭으로 불렸다.
명 가정 초기, 코르친 수령인 퀴멍크타스하라(奎蒙克塔斯哈喇)가 부중을 이끌고 어넌강, 어르구나강 유역에서 넨강 유역으로 이동했다. 자라이트, 두르보트, 궈르로스부와 시보, 과르차, 사하르차 등을 점령하여 넨코르친부를 형성하였고, 후대에선 통칭 코르친부로 불린다. 이 부는 명나라 말기에 요동 밖 지역 강력한 몽골 부족 중 하나가 된다.
차하르부 투만 칸이 집권하던 시기, 코르친부는 차하르부를 따랐다. 현대 연구자들은 초기 이들이 투만 칸과 "일시적인 군사 연합에 불과했고, 심지어 투만 칸이 군사를 동원해 코르친부를 공격한 적도 있다. 1575년, 투만 칸과 코르친의 관계가 현저이 완화되었다."고 주장했다. 1583년, 투만 칸은 코르친부 (내칼카)를 이끌고 "성유가 광녕, 요심, 개원, 철령을 약탈했다." 연구자들은 이때 이미 차하르부에 속한 것으로 보고있다. 만력 초년, 코르친부는 개원, 철령 부서쪽 외부 지역에 자리를 잡았다. 처치컨의 아들 옹궈다이, 저르드의 아들 투먼르 (청나라 조정 이투메이)가 코르친부의 수령이다. 그러는 동안 코르친부는 명나라와 시장을 나누었다. 1588년, 옹궈다이와 함께 명경 약탈에 나섰던 내칼카의 수장 놘투, 자루트부 이얼덩의 지역을 공격했다. 옹궈다이와 투먼르는 "혼동강으로 피난하라", 즉 연강과 혼동강이 합류하는 것 외에는 피한다라고 했다.
옹궈다이 등은 혼동강으로 피신한 뒤, 해서여진 북부지역을 장악해 여진 여러 부와 더욱 가깝게 지냈다. 건주여진의 누르하치가 떠오르자, 옹궈다이와 해서여진 부족연맹은 구륵산 전투에 참전해 패전했다. 1608년, 누르하치에게 다시 패배했다. 나중에는 누르하치와 가까이 지내게 된다. 옹궈다이가 죽은 후, 아들 아오바는 코르친부의 우두머리가 되었다. 천계 4년 (1624년), 차하르부 링단 칸과의 관계를 끊고, 부족민을 이끌고 누르하치에게 갔는데, 청 왕조 몽골 부족 중 가장 먼저 귀순한 사례이다.
옹궈다이의 부족 형제인 망구스, 밍안, 콩궈르 3형제때부터 청 황실과 끊임 없이 혼인을 맺으며 인척관계를 쌓았다. 누르하치, 홍타이지, 순치제의 여러 비들, 효단문황후, 효장문황후가 코르친부 출신이다. 청나라 말기 장령 셍게린친, 봉기군 수령 가다메이린 등이 몽골 코르친부 출신이다. 만주인이 티베트 불교를 알게 된 것도 몽골 코르친부와 관련이 있고, 이들도 거의 대대로 청나라 만주족 귀족과 통혼했다.
숭덕 원년 (1638년), 코르친부 소속 6기로, 자라이트, 두르보트, 궈르로스와 전후로 10기를 합쳐 철리목 (철리목산, 지금의 싱안멍 코르친 우익중기경)에 회맹하면서 철리목맹이 시작되었다. 1630년대 코르친부 목지가 결정되면서 철리목맹십기의 목지는 지금의 네이멍구자치구 퉁랴오시, 헤이룽장성 두얼보터 몽골족 자치현, 지린성 옛 궈르로스 몽골족 자치현 등에 고정되었다.

## 각 자사크 수장

### 코르친 우익중기자사크화석토사도친왕
1. 아오바 (1626년 ~ 1632년)
2. 바다리 (1633년 ~ 1671년) - 아오바의 장남
3. 바야스후랑 (1672년 ~ 1673년) - 바다리의 장남
4. 아라샨 (1674년 ~ 1688년) - 바야스후랑의 장남
5. 샤진 (1688년 ~ 1702년) - 바다리의 차남
6. 아라샨 (1702년 ~ 1711년) - 재임
7. 어르자이투 (1712년 ~ 1720년) - 아라샨의 장남
8. 아라부탄 (1720년 ~ 1759년)
9. 취자부 (1759년 ~ 1767년)
10. 나왕 (1767년)
11. 라센나무자르 (1767년 ~ 1782년)
12. 노르부린친 (1782년 ~ 1840년)
13. 서등돈루부 (1840년 ~ 1856년)
14. 바바오도르지 (1856년 ~ 1890년)
15. 서왕노르부상바오 (1890년 ~ 1901년)
16. 예시하이슌 (1902년 ~ 1944년)

### 코르친 우익중기다라패륵
1. 샤진 (1675년 ~ 1694년)
2. 아비다 (1694년 ~ 1722년)
3. 도르지 (1723년 ~ 1746년)
4. 트구스어르크투 (1746년 ~ 1759년)
5. 구무자부 (1759년 ~ 1799년)
6. 산인지야투 (1799년 ~ 1823년)
7. 다르마자푸 (1823년 ~ 1841년)
8. 산인후비투 (1841년 ~ 1848년)
9. 왕추크린친 (1848년 ~ 1861년)
10. 다무린왕지르 (1861년 ~ 1881년)
11. 민주르세단 (1881년 ~ 1887년)
12. 카이비 (1887년 ~ 1910년)

### 코르친 좌익중기자사크화석달이한친왕
1. 만주시리 (1652년 ~ 1665년)
2. 흐타 (1665년 ~ 1669년)
3. 반디 (1671년 ~ 1710년)
4. 루부장군부 (1710년 ~ 1752년)
5. 서부텅바르주르 (1752년 ~ 1755년)
6. 서왕누르부 (1755년 ~ 1773년)
7. 왕자르두르지 (1774년 ~ 1798년)
8. 단정왕부 (1798년 ~ 1808년)
9. 부얀운두르후 (1808년 ~ 1838년)
10. 수트나무펑수크 (1838년 ~ 1874년)
11. 군부왕지르 (1874년 ~ 1884년)
12. 나무지르서렁 (1884년 ~ 1951년)

### 코르친 좌익중기화석탁리극도친왕
1. 우크샨 (1636년 ~ 1665년)
2. 비르타가르 (1666년 ~ 1667년)
3. 어치르 (1668년 ~ 1682년)
4. 두르바 (1682년 ~ 1688년)
5. 바트마 (1688년 ~ 1725년)
6. 아르탄거후르 (1725년 ~ 1736년)
7. 자무바르자무수 (1737년 ~ 1761년)
8. 공거라부탄 (1761년 ~ 1795년)
9. 라왕 (1795년 ~ 1804년)
10. 가르상동루부 (1804년 ~ 1826년)
11. 바투 (1826년 ~ 1861년)
12. 지크덩왕쿠르 (1861년 ~ 1891년)
13. 단서리트왕주르 (1891년 ~ 1894년)
14. 어르더무비리크투 (1894년 ~ 1906년)
15. 서왕돤루부 (1908년 ~ 1903년)

### 코르친 좌익중기보국공
1. 서부텅바르주르 (1743년 ~ 1775년)
2. 어르저트무르어르크바바이 (1775년 ~ 1793년)
3. 어르저투 (1794년 ~ 1819년)
4. 지크모트 (1819년 ~ 1848년)
5. 군추크린친 (1848년 ~ 1884년)
6. 나수투 (1884년 ~ 1901년)
7. 다라이 (1901년 ~ ?)

### 코르친 좌익중기다라군왕
1. 치타트 (1649년 ~ 1653년)
2. 어르더니 (1653년 ~ 1675년)
3. 비리크투 (1676년 ~ 1710년)
4. 누먼어르흐투 (1710년 ~ 1743년)
5. 아왕장부 (1743년 ~ 1759년)
6. 라센가르당 (1759년 ~ 1801년)
7. 상지자부 (1801년 ~ 1805년)
8. 동모트 (1805년 ~ 1841년)
9. 지크모트랑부 (1841년 ~ 1872년)
10. 나란거후르 (1872년 ~ ?)

### 코르친 좌익중기다라패륵
1. 초르지 (1661년 ~ 1668년)
2. 어치르 (1670년 ~ 1681년)
3. 바크센구르 (1682년 ~ 1720년)
4. 아라부탄 (1720년 ~ 1735년)
5. 사무피르자무수 (1735년 ~ 1757년)
6. 산인차군 (1757년 ~ 1810년)
7. 서렁두르지 (1810년 ~ 1823년)
8. 바거라푸탄 (1823년 ~ 1859년)
9. 상루부두트사이 (1859년 ~ 1866년)
10. 앙가코우 (1866년 ~ 1883년)
11. 지크덩다크자이와 (1884년 ~ 1905년)
12. 지크덩누르부린친자무수 (1906년 ~ ?)

### 코르친 좌익중기고산패자
1. 라센 (1726년 ~ 1750년)
2. 다르마다두 (1750년 ~ 1753년)
3. 반주르 (1753년 ~ 1786년)
4. 시디 (1786년 ~ 1820년)
5. 아슈가 (1820년 ~ 1827년)
6. 아민우르투 (1827년 ~ 1881년)
7. 반잔라크산 (1881년 ~ ?)
8. 린친두르지 (? ~ ?)
9. 양상바라 (1902년 ~ ?)

### 코르친 좌익중기보국공
1. 우르후마르 (1724년 ~ 1732년)
2. 마하마유르 (1732년 ~ 1770년)
3. 시다센리 (1770년 ~ 1828년)
4. 바투 (1828년 ~ 1853년)
5. 윤두안파르라이 (1853년 ~ 1877년)
6. 하스바투르 (1877년 ~ ?)

1. 투나흐 (1661년 ~ 1688년)
2. 부니 (1688년 ~ 1722년)
3. 사마디 (1722년 ~ 1728년)
4. 라센서왕 (1728년 ~ 1765년)
5. 서당가마르 (1765년 ~ 1798년)
6. 누르부 (1798년 ~ 1822년)
7. 보루트 (1822년 ~ 1841년)
8. 파라바 (1841년 ~ 1862년)
9. 치모트두르 (1862년 ~ 1875년)
10. 드러그르멍크 (1875년 ~ 1904년)
11. 도르지 (1904년 ~ ?)

1. 가르비 (1724년 ~ 1738년)
2. 차한다라 (1738년 ~ 1742년)
3. 노관다라 (1742년 ~ 1802년)
4. 왕친 (1802년 ~ ?)

1. 하다 (1750년 ~ 1803년) - 패자 라센의 3남
2. 바트마 (1803년 ~ 1825년) - 하다의 장남

### 코르친 우익전기자사크다라자사크투군왕
1. 부다치 (1636년 ~ 1644년)
2. 바이스가르 (1645년 ~ 1657년)
3. 어치르 (1657년 ~ 1718년)
4. 사후라크 (1718년 ~ 1731년)
5. 샤진드르거르 (1731년 ~ 1749년)
6. 나왕서부텅 (1749년 ~ 1784년)
7. 라센돤루부 (1784년 ~ 1798년)
8. 민주르두르지 (1798년 ~ 1834년)
9. 소노나무룬부무 (1834년 ~ 1867년)
10. 다트바자무수 (1867년 ~ 1873년)
11. 건둔잔산 (1873년 ~ 1881년)
12. 우타이 (1881년 ~ ?)

### 코르친 좌익전기자사크다라빙도군왕
1. 홍궈르 (1636년 ~ 1641년)
2. 어센 (1646년 ~ 1665년)
3. 어지인 (1666년 ~ 1696년)
4. 다다부 (1696년 ~ 1707년)
5. 이센반디 (1707년 ~ 1747년)
6. 라트나자무수 (1747년 ~ 1776년)
7. 상두이자부 (1776년 ~ 1782년)
8. 로보장잔산 (1782년 ~ 1814년)
9. 린친자르산 (1814년 ~ 1858년)
10. 시리바잔르 (1858년 ~ 1877년)
11. 민루푸자부 (1877년 ~ 1904년)
12. 군추크수롱 (1904년 ~ ?)

### 코르친 좌익후기자사크보두르가타이친왕
1. 동궈르 (진국공 : 1636년 ~ 1643년)
2. 장지룬 (다라패륵 : 1648년 ~ 1650년, 자사크다라군왕 : 1650년 ~ 1664년)
3. 부다리 (1664년 ~ 1684년)
4. 자가르 (1684년 ~ 1685년)
5. 다이부 (1685년 ~ 1710년)
6. 아라부탄 (1710년 ~ 1716년)
7. 루보장라센 (1716년 ~ 1738년)
8. 치모트두르지 (1738년 ~ 1782년)
9. 바르주르 (1782년 ~ 1783년)
10. 소트나무두부자이 (1783년 ~ 1825년)
11. 셍게린친 (1825년 ~ 1854년, 자사크보두르가타이친왕 : 1854년 ~ 1865년)
12. 보얀느모후 (1865년 ~ 1891년)
13. 아무르링궤 (1891년 ~ ?)

### 코르친 좌익후기보국공
1. 서부텅두르지 (고산패자 : 1738년 ~ 1743년)
2. 소노모서릉 (진국공: 1743년 ~ 1771년)
3. 나쉰바투 (보국공 : 1771년 ~ ?)

### 코르친 우익후기자사크진국공
1. 라마 센시 (1636년 ~ 1647년)
2. 스렁 (1648년 ~ 1661년)
3. 두센샤르 (1661년 ~ 1697년)
4. 투누마르 (1697년 ~ 1725년)
5. 라마 자부 (1725년 ~ 1754년)
6. 부얀드르그르 (1754년 ~ 1755년)
7. 민주르두르지 (1755년 ~ 1768년)
8. 사무피르자무수 (1768년 ~ 1802년)
9. 스왕두르지 (1802년 ~ 1834년)
10. 두부친왕단 (1834년 ~ 1840년)
11. 우르지지르가르 (1840년 ~ 1872년)
12. 트구스비리크투 (1872년 ~ 1888년)
13. 라센민주르 (1889년 ~ ?)

### 코르친 좌익후기다라패륵
1. 보얀너모후 (보국공 : 1855년 ~ 1864년, 다라패륵 : 1864년 ~ 1865년)
2. 나르수 (1865년 ~ 1890년)
3. 아무르링궤 (1890년 ~ 1891년)
4. 원두수 (1891년 ~ 1893년)
5. 아르탄어치르 (1893년 ~ ?)

### 코르친 좌익후기보국공
1. 랑부린친 (1855년 ~ 1858년)
2. 부얀투구루크치 (1858년 ~ 1871년)
3. 부얀바리크치 (1871년 ~ 1884년)
4. 보디수 (1884년 ~ ?)

1. 원두수 (1865년 ~ 1891년)
2. 나순바다르후 (1891년 ~ 1900년)
3. 나순아르비지후 (1900년 ~ ?)